# Lethe vindhya
Lethe vindhya är en fjärilsart som beskrevs av Felder 1859. Lethe vindhya ingår i släktet Lethe och familjen praktfjärilar. Inga underarter finns listade i Catalogue of Life.

## Bildgalleri

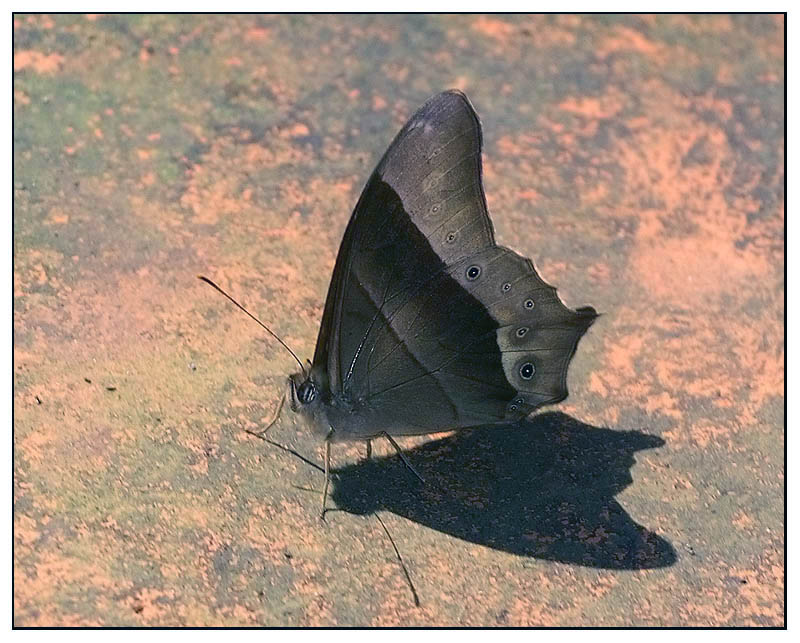
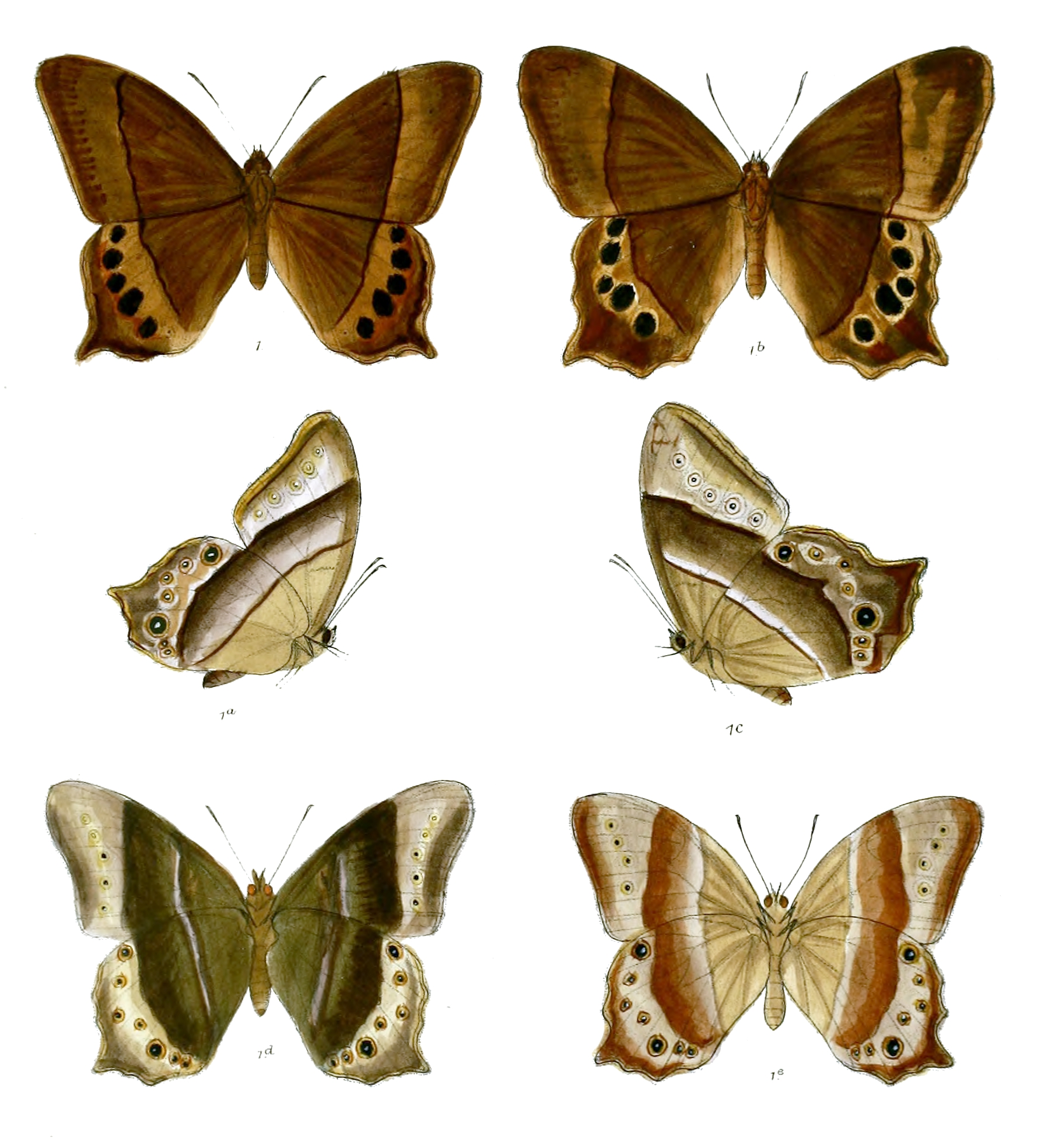